# Mark Medlock

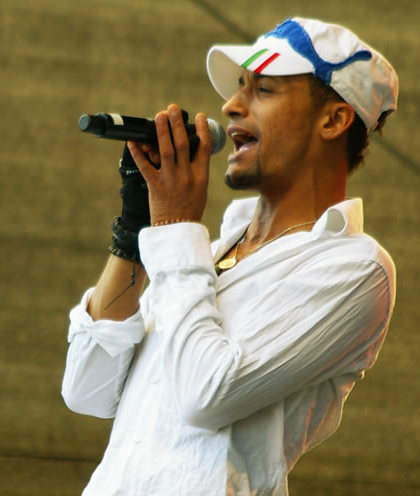
Mark Medlock

Mark Medlock (Frankfurt am Main, 9 juli 1978) is een Duits zanger. Hij werd bekend nadat hij de vierde editie (2007) van het Deutschland sucht den Superstar won. Hij bracht meteen zijn single Now or Never uit dat door het jurylid Dieter Bohlen is geschreven.

## Leven

### Zijn jeugd en ontplooiing
Mark Medlock werd in 1978 geboren. Zijn ouders Larry en Monica Medlock kwamen oorspronkelijk uit de Amerikaanse staat Georgia In 1986 verhuisden ze naar Offenbach. Medlock had al sinds zijn zesde veel muziektalent. Zijn vader beval dit dan ook van harte aan, mede omdat hijzelf erg van gospel hield. Barry White en James Brown zijn dan ook grote voorbeelden voor hem. In 1998 kreeg zijn moeder maag-darmkanker en dus besloot Medlock om zijn studie af te breken en voor zijn moeder te gaan zorgen. Hij verzorgde haar tot ze in 2000 stierf. Zijn vader stierf twee jaar later aan de gevolgen van een hartinfarct.
Medlock heeft vele beroepen uitgeoefend, waaronder verpleger in een ziekenhuis, medewerker in de keuken van een hotel en zelfs vuilnisman. De zanger is openlijk homoseksueel. Van 2001 tot 2004 was hij getrouwd met een man. Naast zingen is abstract tekenen een van zijn grote hobby's.

### "Deutschland sucht den Superstar"
In de herfst van 2006 deed Medlock auditie in Wiesbaden bij de talentenjacht Deutschland sucht den Superstar. Het lukte hem indruk te maken op de jury en hij was door naar de Recall. Na de Recall in Berlijn kwam hij in de top 20-shows. Hij groeide steeds meer en bereikte uiteindelijk op 5 mei 2007 de finale samen met Martin Stosch. In de finale zong hij What a wonderful world van Louis Armstrong, Easy van Lionel Richie en het door Bohlen geschreven stuk Now or never. Hij won uiteindelijk met 78,02% van de stemmen. De single werd vanaf 11 mei 2007 in de winkels verkocht en hij stond op de eerste plaats van de Deutsche Musikcharts, omdat de single meer dan 160.000 keer werd verkocht. Na de overwinning bij Deutschland sucht den Superstar verhuisde Medlock samen met zijn katten van Offenbach naar Berlijn.

### Zijn eerste album
Kort na zijn succes bij DSDS bracht hij zijn eerste album uit Mr. Lonely. Dit zorgde voor zijn grote doorbraak in Duitsland

### Zijn tweede album
In november 2007 bracht Medlock zijn tweede album uit. Het album heet Dreamcatcher en het eerste nummer erop heet Unbelievable.
- Gemeinsame Normdatei: 133117952
- International Standard Name Identifier: 0000 0000 2258 3957
- MusicBrainz: 9a6b2a22-3d85-4c50-a380-c741a093a535
- Virtual International Authority File: 23319770
- WorldCat: E39PBJmDk4qbW64jxXJxcM6kDq